# Cal Submarino
Cal Submarino o la Casa Nova és una obra de Calafell (Baix Penedès) protegida com a bé cultural d'interès local.

## Descripció
Es tracta d'un edifici entre mitgeres de planta rectangular, amb planta baixa i una planta pis que té un pati petit a la part posterior. La composició de la façana principal és gairebé simètrica. A la planta baixa hi ha un portal rectangular flanquejat per dos finestrals de la mateixa forma, amb reixes. A l'extrem dret hi ha una porta per la que s'accedeix a la planta alta. Damunt hi ha una balconada, amb balustrada realitzada amb elements prefabricats de pedra artificial, a la qual s'accedeix per dues obertures rectangulars. A la part superior de la façana hi ha una cornisa i al damunt una altra balustrada feta amb elements prefabricats. Exceptuant la porta que comunica amb el pis, que és emmarcada per una faixa de secció rectangular, la resta de les obertures són decorades amb relleus inspirats en el món vegetal, els quals són ubicats a la part superior. La façana és arrebossada i pintada amb blanc i blaus.
El sistema constructiu és de tipus tradicional amb murs de càrrega i sostres unidireccionals de bigues de fusta o biguetes metàl·liques. Els murs són de maçoneria unida amb morter de calç. Presenta elements de pedra artificial.